# Städtereise
Eine Städtereise ist eine Reise, bei der die Erkundung einer Stadt und ihrer Kultur, Baukunst, Unterhaltung, ihrer Veranstaltungen, Gastronomie und Einkaufsmöglichkeiten im Vordergrund steht.
Die Reise kann als Pauschalreise oder individuell angetreten werden. Erstere wird meist bei Reiseveranstaltern oder in Reisebüros gebucht, letztere vom Reisenden selbst zusammengestellt.

## Geschichte
Städtereisen haben eine lange historische Tradition. Bedeutende Städte waren Ziel vieler Pilgerreisen und der seit der Renaissance obligatorischen Grand Tour junger Adeliger. Seit jeher führen auch Geschäfts-, Kongress- und Politikerreisen überwiegend in Städte. Typische Beispiele hierfür sind das Konzil von Trient, die Reichstage, die Leipziger Messe oder der Wiener Kongress.
Insgesamt ist jedoch die Entwicklung des Tourismus als Massenbewegung nicht an die kulturellen Besonderheiten von Städten gebunden. Vielmehr ging der frühe Massentourismus mit der Flucht aus Städten einher. Die Tourismusforschung hatte Städtereisen und den Städtetourismus lange Zeit als selbstverständlich betrachtet und nicht speziell berücksichtigt. Erst in den 1980er Jahren begann auch die Tourismuswissenschaft, sich mit Städtereisen zu befassen.
Städte als Reiseziele unterscheiden sich strukturell deutlich von Reisezielen am Meer oder im ländlichen Raum. In Städten ist die Differenz zwischen Reisenden und Bereisten als Zielgruppen für Angebote und Aktivitäten viel geringer als in ländlichen Destinationen oder in Resorts. Besondere Attraktionen sind oft gleichermaßen für beide Gruppen interessant. Je größer die Stadt ist, desto weniger wird man zwischen Besucher und Einwohner unterscheiden können. Kultur-, Gastronomie- und Unterhaltungsbetriebe sind in Städten selten direkt oder gar ausschließlich auf touristisches Publikum ausgerichtet, ähnliches gilt für städtische Frei- und Erholungsräume wie Parkanlagen, Vergnügungsparks, Zoos etc. Durch diese enge Verbindung und die gemeinsame Nutzung von Infrastruktur sind viele Fragestellungen, die den städtischen Tourismus betreffen, Bestandteil der allgemeinen Stadtpolitik und werden nicht vordergründig als touristische Fragestellungen behandelt.
Diese Entwicklung des Städtetourismus führt zunehmend zu einer verstärkten wissenschaftlichen Auseinandersetzung mit den Auswirkungen der Städtereisen auf Stadtquartiere hat, die über keine klassische Sehenswürdigkeiten verfügen, sondern die auf Grund der Dichte an kulturellen und kommerziellen (Einzelhandel, Gastronomie) Angeboten ein hippes Image besitzen. In diesem Zusammenhang wurde der Begriff Touristifizierung geprägt, der in Anlehnung an Gentrifizierung die Veränderung der Bewohner- und Angebotsstrukturen in Stadtteilen als Folge des zunehmenden Tourismus beschreibt.

## Reisemotive
Das wichtigste Motiv für Städtereisen ist der Wunsch, einen einzigartigen und interessanten Platz zu besuchen. Eine besondere Stellung nehmen dabei auf Grund ihres Prestiges kulturelle und gesellschaftliche Attraktionen ein. Schon für die jungen Adeligen, die im Rahmen der Grand Tour Europa bereisten, waren beispielsweise die Kulturgüter der italienischen Renaissancestädte bedeutende Ziele.
Heute ist die Begegnung mit traditioneller und moderner Kultur ein Motor für städtische Tourismusentwicklung. Kultur- und Veranstaltungsangebote sind die wichtigsten Attraktionen von Städten: Ein stimmiges und besonderes Stadtbild, bedeutende Museen oder Monumente, Märkte, Kaffeehäuser, besondere Lokale, Musik oder Theaterangebote zählen hierzu. Städte werden aufgrund ihrer Atmosphäre, ihres „Flairs“, besucht. Sie sind Orte der kulturellen Akkumulation. Die kulturellen Attraktionen und Aktivitäten konzentrieren sich üblicherweise in den Stadtzentren. Zunehmend werden jedoch auch andere Angebote zu wichtigen Faktoren für Städtereisen, wie beispielsweise Events und Einkaufsmöglichkeiten.
Während für den Adel der Städtetourismus – meist kombiniert mit Bildungsreisen – schon seit langem üblich war, begann er für breitere Volksschichten erst im 18. Jahrhundert, ausgelöst durch den zunehmenden Bildungshunger des Bürgertums. Vereinzelt wurde er auch von handwerklichen Wandergesellen ausgeübt, wofür die Autobiografie von Ludwig Funder ein geografisch und literarisch bedeutsames Beispiel ist.

## Packages(Pauschalreisen)
Der Städtetourismus, der auch Geschäfts- und Kongressreisen umfasst, verbucht zunehmend Nachfrage. Die meisten Reisenden stufen den Abwechslungsreichtum einer Städte-, Kurz- oder Kulturreise höher ein als den vieler anderer Urlaubsformen. Spezielle Programme und Unterkünfte (z. B. Übernachtung in einem Palazzo in Venedig oder einem Herrenhaus bei Dublin) werden angeboten. Reiseanbieter sehen einen neuen Trend und Erfolgschancen für den Städtetourismus.
Pauschal angebotene Städtereisen für Einzelpersonen bzw. Gruppen gliedern sich, je nach dem angesprochenen Reisepublikum, unter anderem in spezifische Klassen- und Jugendreisen, Studien- und Bildungsreisen, Seniorenreisen und Eventreisen. Haupteigenschaft und Vorteil einer solchen Reise ist es, dass zumindest An- und Abreise sowie Unterkunft, oft auch Programmpunkte wie Stadtrundfahrten, Stadtwanderungen, Museums- oder Schlossführungen, Theater- oder Konzertbesuche und Ausflüge zu einem Gesamtpreis angeboten werden. Der Reiseveranstalter kann hier durch Leistungseinkauf en gros oft sehr günstige Eckpreise (xxxxstadt schon ab 99 Euro) anbieten. Die Bedeutung von Packages (Pauschalarrangements) ist je nach Entfernung zwischen Heimatort des Gastes und Reiseziel oft sehr unterschiedlich, generell aber auf Grund zunehmender Direktbuchungen im Internet leicht rückläufig.

## Individuelle Städtereisen
Vorteil einer individuellen Städtereise ist, dass der Reisende keinem vorgegebenen Programm folgt, sondern das Besichtigungsprogramm (wenn er eines haben will), den Reiseablauf und seinen Rhythmus weitgehend selbst bestimmt. Viele Reisende informieren sich vor Reiseantritt im Internet über ihr Reiseziel, vor allem, wenn sie eine Stadt zum ersten Mal besuchen. Dabei werden immer häufiger nicht (nur) die Websites der Städte bzw. ihrer offiziellen Tourismusdienststellen, sondern nach der Web-2.0-Philosophie betriebene Infoplattformen besucht, auf denen jeder Urlauber seine Erlebnisse darstellen bzw. bewerten kann. Beliebte Informationsquellen sind weiters gedruckte Reiseführer und sogenannte Audio City Guides (Audiostadtführer), bei denen die Sehenswürdigkeiten in Form von Audio-Clips per MP3-Player beschrieben werden. Wichtigster Entscheidungsimpuls für eine bestimmte Stadt bleibt – wie Gästebefragungen zeigen – nach wie vor die Mundpropaganda (Freunde oder Verwandte fanden es dort sehr schön).
Derzeit lässt sich ein steigender Trend zu individuellen Städtereisen beobachten, der unter anderem auf das steigende Angebot von Online-Reisebüros, die verstärkte Inanspruchnahme von Lastminute- und Online-Tickets und die Webpräsenz zahlreicher Hotels, Hotelreservierungszentralen und elektronischer Kartenbüros zurückzuführen ist, die dem Kunden die selbständige Wahl und Buchung des gewünschten Verkehrsmittels, der Unterkunft und gewünschter Eintrittskarten für Veranstaltungen nach seinen eigenen Vorlieben erleichtern.

## Entwicklung seit den 1990er Jahren
Städtereisen haben in den letzten Jahren stark zugenommen. Für europäische Städte wurde für die Jahre 1995 bis 2005 ein jährliches durchschnittliches Wachstum von 3 % berechnet. Die zehn wichtigsten europäischen Reiseziele sind:{davon Deutsche 2012}
- London (2006: 50,4 Mio. Nächtigungen) {1,4 Mio.}
- Paris (2010: 35,8 Mio.) {1,1 Mio.}
- Berlin (2010: 20,8 Mio.) {9,1 Mio.}
- Rom (2010: 20,4 Mio.) {0,4 Mio.}
- Barcelona (2010: 15,3 Mio.) {0,5 Mio.}
- Madrid (2010: 15,2 Mio.) {0,3 Mio.}
- Prag (2010: 12,1 Mio.) {0,8 Mio.}
- Istanbul (2013: 10 Mio.)
- München (2010: 11,1 Mio.) {5,6 Mio.}
- Wien (2012: 12,3 Mio.) {2,4 Mio.}
- Dublin (2007: 9,6 Mio.)
- Amsterdam (2012: 12,5 Mio.) {0,9 Mio.}
- Hamburg (---) {4,7 Mio.}

Die von den Städten publizierten Nächtigungszahlen umfassen zumeist nicht – wohl aber in London und Dublin – Besuche bei Freunden und Verwandten (VFRs = Visits of Friends and Relatives), die in Städten weitaus häufiger anfallen als in ländlichen Tourismusorten. Analog zum European Cities' Visitors Report 2008, herausgegeben von European Cities Marketing, Dijon 2008, wurden daher zwecks fairem Vergleich die Londoner und Dubliner Zahlen auf (nicht um!) 40 % der gemeldeten Ergebnisse berichtigt.
Zwischen der Entwicklung des Streckennetzes der Billigfluggesellschaften (Low Cost Carriers) und den Nächtigungsresultaten von Städten konnte ein eindeutiger Zusammenhang beobachtet werden. Mitte der 1990er Jahre stiegen die Übernachtungszahlen auf der iberischen Halbinsel, während sich gegenwärtig eine starke Orientierung nach Osteuropa andeutet. Für die Zukunft wird mit einem verstärkten Reiseaufkommen in außereuropäischen Ländern gerechnet (nordafrikanische Mittelmeerküste, US-amerikanische Ostküste).
Neben dem Angebot der Billigfluglinien sind die zunehmende Flexibilisierung der Arbeitszeit (Trend zu Kurzurlauben) und der steigende Anteil an kinderlosen und Singlehaushalten Gründe für das Wachstum von Städtereisen. In den letzten Jahren betreiben Städte zunehmend Marketing und/oder richten sich an Events und Großveranstaltungen aus, um ihre Attraktivität zu erhöhen.
Der seit 2007 stark gestiegene Ölpreis ließ Befürchtungen laut werden, dass Flüge in Zukunft wieder wesentlich teurer werden. Dies würde beträchtliche Auswirkungen auf den internationalen Städtetourismus haben. Die Auswirkungen der im Herbst 2008 entstandenen Weltwirtschaftskrise auf den Städtetourismus waren zunächst noch unklar; im Segment der Geschäftsreisen wurde mit Einbußen gerechnet. Laut einer Studie der Unternehmensberatung Roland Berger Strategy Consultants gab es im Krisenjahr 2009 3,5 Prozent weniger Übernachtungen in den europäischen Hauptstädten. Zudem entsteht in Städten wie Berlin und Venedig Widerstand seitens der heimischen Bevölkerung gegenüber den Auswüchsen des Städtetourismus.